# Kottbusser Tor
Kottbusser Tor ist die Bezeichnung für eine platzartige Straßenkreuzung und einen U-Bahnhof im Berliner Ortsteil Kreuzberg (Bezirk Friedrichshain-Kreuzberg). Der Platz und der U-Bahnhof werden im Berliner Volksmund auch „Kotti“ genannt. Er ist das Zentrum der nordöstlichen Hälfte Kreuzbergs, der historischen Ortslage SO 36.

## Namensgebung
Benannt ist der Platz nach einem Stadttor der Berliner Akzisemauer, das sich im 18. und 19. Jahrhundert bis zu deren Abriss in den 1860er Jahren an dieser Stelle befand und in Richtung Cottbus aus Berlin herausführte.

## Geschichte

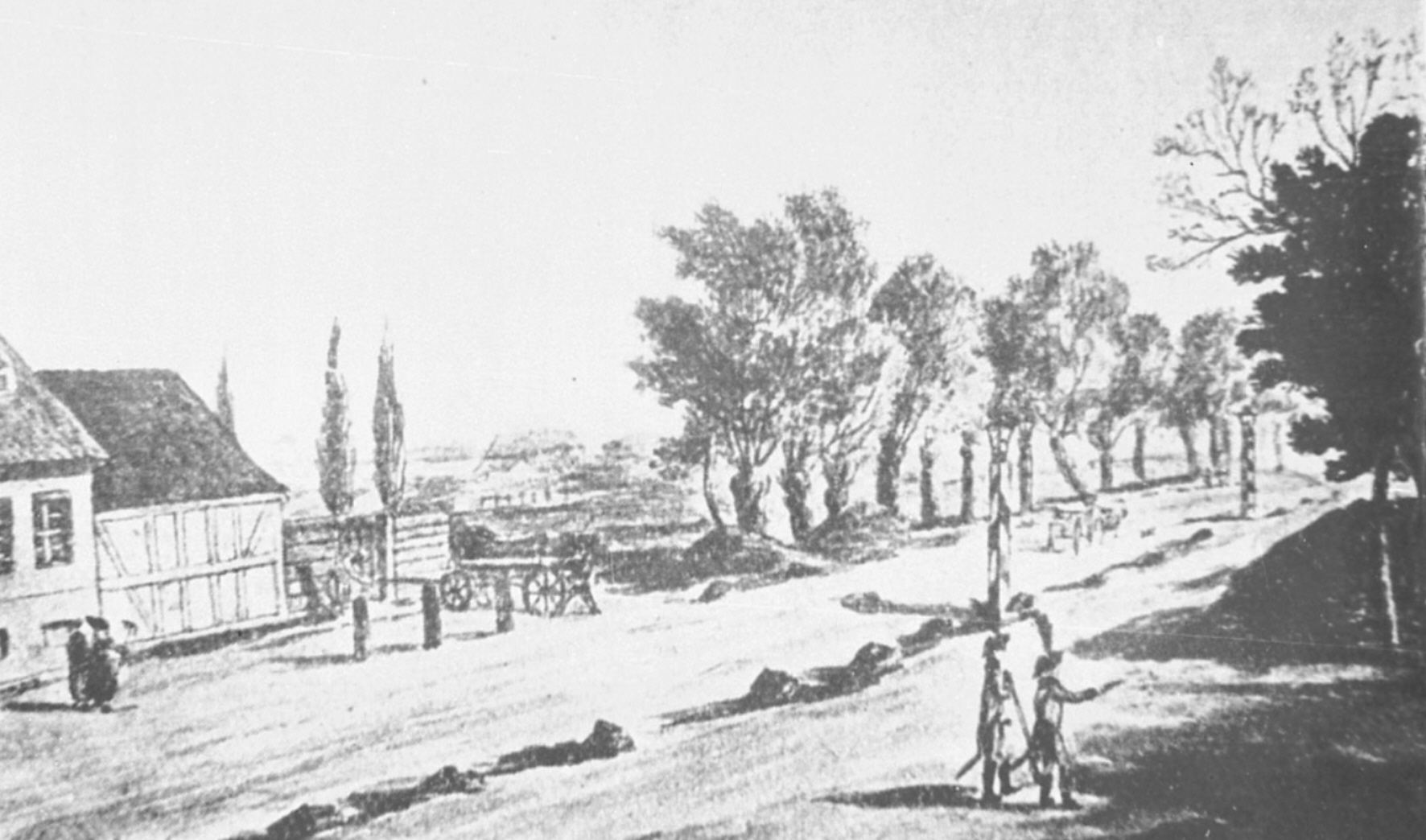
Kottbusser Tor, 1807

Das Cottbusser Thor wird in einem von Neander von Petersheiden im Jahr 1799 veröffentlichten Adressbuch konkret dargestellt. Es lief die Dresdener Straße über das Köpnicker Feld auf das Stadttor zu. Es wurde flankiert von einem bewohnten Einnehmer-Haus (Zollhaus) und einer Thor-Wacht. Die Schreibweisen für das Tor änderten sich mit der Zeit mehrfach, unter anderem von Cottbusserthor über Cottbusser Thor, Cottbuser Tor, Kottbuser Tor, Cottbuser Tor, Kottbuser Tor zu Kottbusser Tor im Jahr 1930. Seitdem wurde die Schreibweise nicht mehr verändert, obwohl sich die namensgebende Stadt mit „C“ schreibt.
Als postalische Adresse kam der Verkehrsknoten im Adressbuch (zwischen 1799 und 1943) nicht vor, im 19. Jahrhundert gab es aber die Adresse Vor dem Kottbusserthor. Vor der Neubebauung ab den 1950er Jahren mündeten die Admiralstraße und die Reichenberger Straße in die Cottbusser Straße noch südlich vor der Skalitzer Straße. Die an den Platz von allen Seiten heranführende Bebauung entstand im Wesentlichen zwischen 1850 und 1900. Nach 1945 mussten die durch alliierte Luftangriffe zerstörten Wohnhäuser abgerissen und durch neue ersetzt werden, wodurch die Mehrfachkreuzung zu einem Kreisverkehrsplatz umgestaltet wurde. Die hier bis in die 1970er Jahre entstandenen Wohntrakte nahmen die Rundung auf oder unterstreichen sie. Der Platz ist nicht amtlich gewidmet und weist auch keine Hausnummern auf. Seinen nicht-amtlichen Namen erhielt er deshalb entweder aufgrund seiner Geschichte oder durch den nahegelegenen U-Bahnhof.

## Verkehrsknotenpunkt Kottbusser Tor

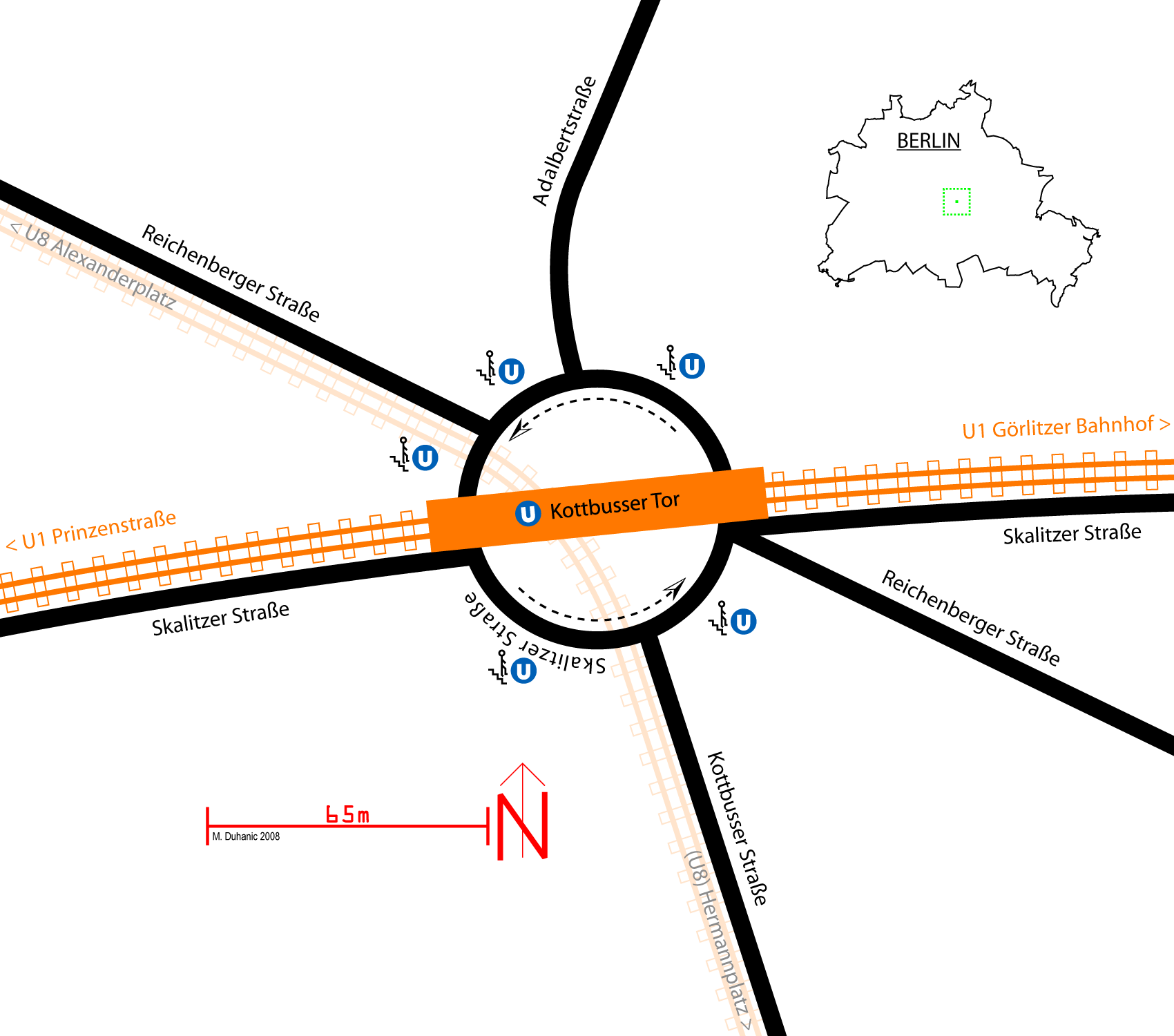
Schematische Karte des Kottbusser Tors

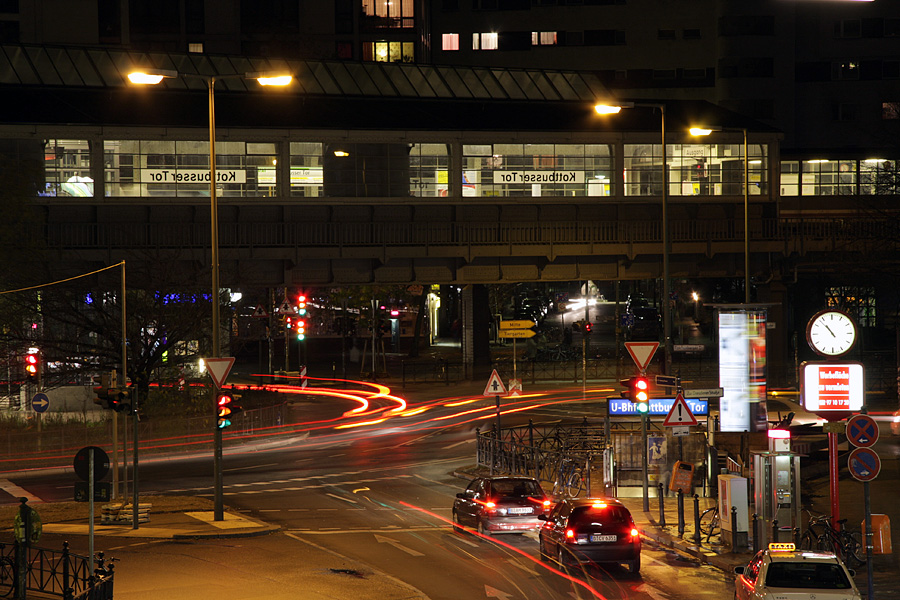
Hochbahnhof Kottbusser Tor der U-Bahn-Linien U1 und U3 bei Nacht, von der Adalbertstraße gesehen

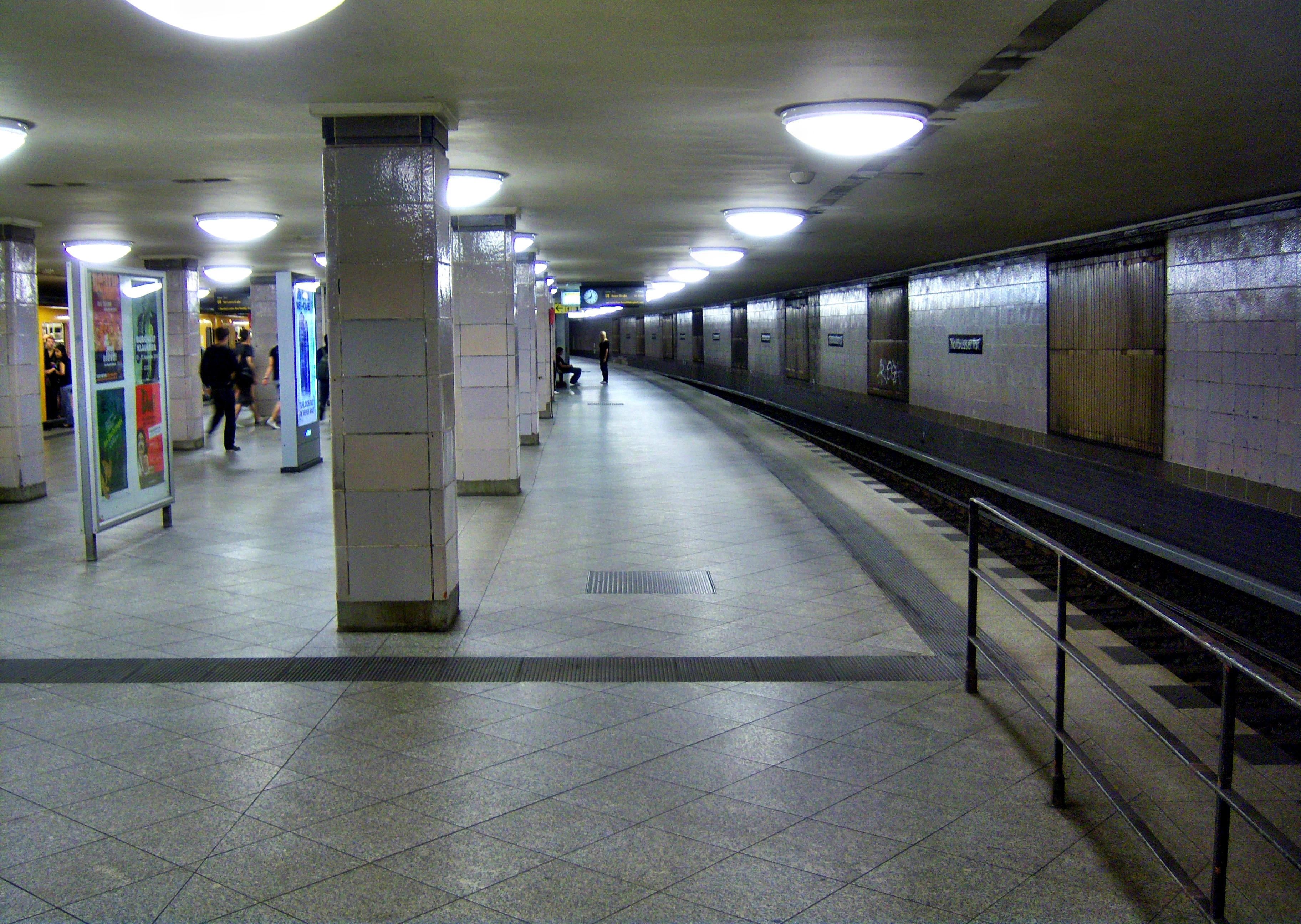
U-Bahnhof Kottbusser Tor der U-Bahn-Linie U8

Das Kottbusser Tor bildet einen zentralen Verkehrsknotenpunkt in Kreuzberg. Nach Süden verlaufen die vierstreifige Kottbusser Straße – im weiteren Verlauf Kottbusser Damm – nach Neukölln Richtung Hermannplatz und die Admiralstraße Richtung Südstern als verkehrsberuhigte Zone sowie weiter südlich als Fußgängerbereich. Von Ost nach West wird der Platz von der ebenfalls vierstreifigen Skalitzer Straße gequert, die Reichenberger Straße quert ihn in Nordwest-Südost-Richtung. Nach Norden führt die schmalere Adalbertstraße, die nach dem Mauerfall schnell zu einer belebten Verkehrsader in Richtung Berlin-Mitte wurde. Nur noch zu Fuß erreichbar ist im Norden die Dresdener Straße als Verlängerung der Kottbusser Straße.
Mitte der 1950er Jahre, als das Berliner Stadtzentrum noch zahlreiche Kriegsruinen aufwies, wurden schnell neue Wohnhäuser benötigt. Der Berliner Senat ließ in Übereinstimmung mit dem Kreuzberger Bezirksamt und im Geist der Zeit zahlreiche Gründerzeitbauten abreißen und beauftragte namhafte Architekten mit der Planung von Neubauten. So entstand auf der Südseite des Platzes in dem Dreieck zwischen Kottbusser Straße und Admiralstraße die Hochhausbebauung von Wassili Luckhardt. In den Jahren 1962 bis 1964 folgte ein Wohn- und Geschäftshaus für die Orbis Verwaltungs-Gesellschaft an der Ecke von Skalitzer Straße und Reichenberger Straße, entworfen von den Architekten Sobotka & Müller. Augenfällig ist vor allem das langgestreckte, von 1969 bis 1974 erbaute Neue Kreuzberger Zentrum (NKZ) an der Nordseite des Platzes, das die Adalbertstraße überspannt und die Dresdener Straße im Süden begrenzt. Verantwortliche Architekten waren Wolfgang Jokisch und Johannes Uhl, nach einer Rahmenplanung von Werner Düttmann. Der Grund für diese nach Norden hin abschirmende Wirkung lag in der Autobahnplanung der 1960er Jahre, wonach nördlich des NKZ am Oranienplatz ein Autobahnkreuz zwischen den nie realisierten Autobahnen A 102 und A 106 vorgesehen war. Auf der Südseite des Kottbusser Tors entstand im Zeitraum 1973 bis 1977 eine Wohnbebauung mit Brückenhaus über die Admiralstraße hinweg. Der Architekt war Herbert Stranz. Die Bebauung an der Spitze des Blocks 88 zwischen Reichenberger und Kottbusser Straße wurde 1983 fertig. Deren Fassadengestaltung stammt von Hans Wolff-Grohmann.
Direkt auf und unter dem runden Platz in der Mitte des Kottbusser Tors befindet sich die Umsteigeanlage des gleichnamigen U-Bahnhofs. Der Hochbahnhof der U-Bahn-Linien U1 und U3 dominiert die gesamte Platzanlage und ist zugleich deren Erkennungszeichen. Unterhalb des Bahnhofs liegt der U-Bahnhof der Linie U8. Während die Züge der Hochbahn bereits seit 1902 den Platz queren, fuhren die der heutigen Linie U8 (seinerzeit: Linie D) erstmals 1928 zum Kottbusser Tor.

## Kottbusser Tor als sozialer Brennpunkt

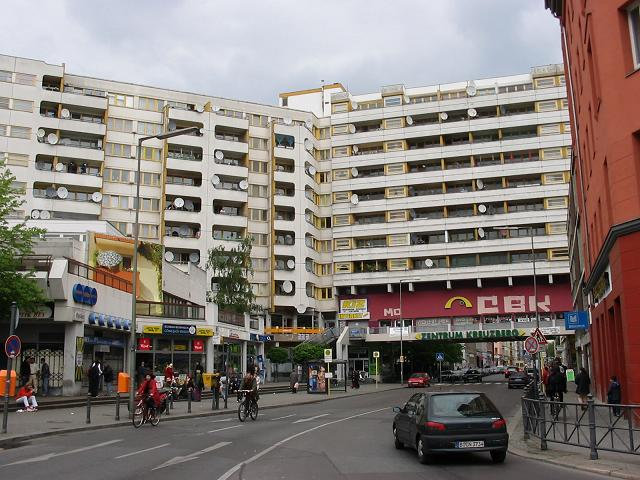
Zentrum Kreuzberg am Kottbusser Tor

Das Gebiet um das Kottbusser Tor mit dem benachbarten Wassertorplatz ist – wie der gesamte Kiez – ein sozialer Brennpunkt. Der Berliner Senat wies das Quartier ab den 2010er Jahren rund um das Kottbusser Tor mit dem Zentrum Kreuzberg als eines von 17 Gebieten mit besonderem Entwicklungsbedarf aus. Verschiedene Maßnahmen des Bezirksamts und von Anwohnerinitiativen – wie dem Myfest – führten dazu, dass Ausschreitungen in den vergangenen Jahren erheblich zurückgingen.

### Straßenkämpfe
Am 5. Januar 1980 wurde Celalettin Kesim bei einem Überfall von türkischen Faschisten und religiösen Fundamentalisten am Kottbusser Tor ermordet. Anfang der 1990er Jahre wurde am Tatort eine von Hanefi Yeter geschaffene Gedenkstele errichtet. Hinzu kamen Maikrawalle und Aktionen der Jugendgang 36 Boys.

### Drogenkonsum und -handel
Rund um den Platz hat sich auch eine größere Drogenszene etabliert, die zu den Hauptumschlagsplätzen für harte Drogen in der Stadt gehört.

### Kriminalität
Das Kottbusser Tor ist bekannt für Straßenkriminalität und ist bei der Berliner Polizei neben sechs weiteren Gebieten als sogenannter „kriminalitätsbelasteter Ort“ eingestuft. Die Einstufung basiert rechtlich auf dem Berliner Allgemeinen Sicherheits- und Ordnungsgesetz (ASOG Bln) und befugt die Polizei, verdachtsunabhängig Ausweispapiere zu kontrollieren und Personen sowie Sachen zu durchsuchen. Gewerbetreibende und Anwohnerschaft beklagen seit vielen Jahren die hohe Kriminalitätsbelastung und Verschmutzung der Gegend.
Die Berliner Polizei stellte von Mai bis Dezember 2021 monatlich rund um das Kottbusser Tor zwischen etwa 30 und knapp 50 Gewalttaten fest (insgesamt 306), vor allem Körperverletzungen, Bedrohungen und Raubüberfälle. Im gleichen Zeitraum wurden monatlich zwischen 40 und knapp 100 Diebstähle gemeldet, meist Taschendiebstähle und sonstige einfache Diebstähle (insgesamt 542). Dazu kamen jeden Monat etwa 40–90 Delikte aus dem Bereich Drogen, meist unerlaubter Besitz oder Handel mit Rauschgiften (insgesamt 472). Für diese drei Kriminalitätsbereiche ergeben sich so in den sieben Monaten insgesamt 1322 erfasste Straftaten.
Um gezielt Straftaten bekämpfen zu können, polizeiliche Präsenz zu gewährleisten und das Sicherheitsgefühl zu stärken, begann der Berliner Senat mit Planungen stationäre Polizeiwachen an kriminalitätsbelasteten Orten einzurichten, u. a. auch am Kottbusser Tor. Die Planungen lösten große Diskussionen unter politischen Parteien, Anwohnern und Gewerbetreibenden aus, u. a. aufgrund des geplanten Standortes im ersten Stock des Zentrum Kreuzberg oberhalb Überführung über die Adalbertstraße. Die Wache im Zentrum-Kreuzberg-Bau wurde am 15. Februar 2023 im Beisein von Innensenatorin Iris Spranger eröffnet, begleitet von Demonstrationen. Die Kosten für den Umbau der Räume betrugen rund 3,24 Millionen Euro.
Die Wache trägt die Bezeichnung „Nebenwache“ und gehört zum Polizeiabschnitt 53 (nördliches Kreuzberg) der Polizeidirektion 5 (City). In der Wache sollen jeweils drei Polizisten in Schichten rund um die Uhr Dienst haben.